# FK Kvik Trondheim
FK Kvik Trondheim ist ein Fußballverein aus Trondheim in Norwegen. Der Verein spielt nach dem Aufstieg 2024 in der viertklassigen 3. divisjon (Norsk Tipping-ligaen).

## Geschichte
Der Verein wurde 1900 gegründet und ist der älteste Verein in Trondheim.
Die Hauptsportart in Kvik war immer schon Fußball, obwohl es auch andere Aktivitäten wie Skifahren, Boxen und Bandy gab. Der Verein erlebte seine Blütezeit in den 1920er Jahren. Die meisten Spiele wurden auf dem Sorgenfri-Rasenplatz ausgetragen. Trotz der Wirtschaftskrise konnte der Klub die 1930er Jahre mit vielversprechenden Nachwuchskräften überstehen. Im Pokal erreichte das Team 1915 das Halbfinale, 1952 das Viertelfinale und 1956 die 4. Runde.
Der Verein spielte drei Jahre in der höchsten Spielklasse Norwegens (1947/48, 1951/52 und 1955/56). Kvik spielte von 1963 bis 1965 und dann noch einmal 1967 in der zweithöchsten Liga. Zu dieser Zeit konkurrierte der Verein mit mehreren Mannschaften, darunter Rosenborg Trondheim, um die Vorherrschaft in Trondheim. 1968 stieg Kvik in die dritthöchste Liga ab. Danach konnte der Verein an die früher erfolgreicheren Jahren nicht mehr anknüpfen. Das Team spielte fortan in der 3. und 4. Liga. 2013 war der Verein in die 5. divisjon abgestiegen. Nach zwei Aufstiegen in Folge spielt der Klub 2025 in der 3. divisjon.

## Kvik Cup
Jedes Jahr organisiert der FK Kvik in der Region Trondheim Norwegens größten Hallenfußballpokal. Seit Einführung im Jahr 1981 war der Kvik Cup für den Verein finanziell als auch für die Gewinnung neuer Fans von großer Bedeutung. Der Kvik Cup hat große Tradition und ist eine der Haupteinnahmequellen des Vereins. Unter anderem nahm Ole Gunnar Solskjær als Spieler für Clausenengen am Pokal teil.